# Listă de comitate din statul New Jersey
Această pagină este o listă a celor 21 de comitate din statul New Jersey.

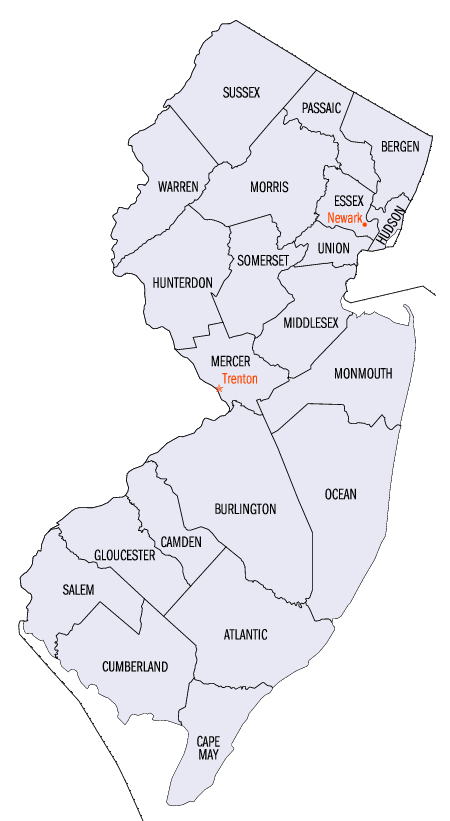
Comitate din statul New Jersey, SUA

| Comitatul  | Populația 1 iulie 2007 | Sediul               | Populația 1 iulie 2007 |
| ---------- | ---------------------- | -------------------- | ---------------------- |
| Atlantic   | 270.644                | Mays Landing         | 2482                   |
| Bergen     | 895.744                | Hackensack           | 43.062                 |
| Burlington | 446.817                | Mount Holly          | 10.335                 |
| Camden     | 513.769                | Camden               | 78.675                 |
| Cape May   | 96.422                 | Cape May Court House | 4433                   |
| Cumberland | 155.544                | Bridgeton            | 24.575                 |
| Essex      | 776.087                | Newark               | 280.135                |
| Gloucester | 285.853                | Woodbury             | 10.457                 |
| Hudson     | 598.160                | Jersey City          | 242.389                |
| Hunterdon  | 129.348                | Flemington           | 4237                   |
| Mercer     | 365.449                | Trenton              | 82.804                 |
| Middlesex  | 788.629                | New Brunswick        | 50.534                 |
| Monmouth   | 642.030                | Freehold             | 11.465                 |
| Morris     | 488.475                | Morristown           | 19.122                 |
| Ocean      | 565.493                | Toms River           | 95.035                 |
| Passaic    | 492.115                | Paterson             | 146.545                |
| Salem      | 66.016                 | Salem                | 5678                   |
| Somerset   | 323.552                | Somerville           | 12.682                 |
| Sussex     | 151.478                | Newton               | 8167                   |
| Union      | 524.658                | Elizabeth            | 124.862                |
| Warren     | 109.737                | Belvidere            | 2645                   |